# エフスティグネイ・フォミーン
エフスティグネイ・イパトヴィチ・フォミーン（露: Евстигней Ипатьевич Фомин, ラテン文字表記例: Evstignei Ipatvich Fomin, 1761年8月5日（ユリウス暦8月16日） - 1800年4月16日（ユリウス暦4月27日））は、18世紀後半の帝政ロシアの作曲家。
18世紀末から19世紀初頭にかけては、ロシア・オペラの草創期といえる時期に当たり、ロシアではイタリアやフランスの有名作曲家の作品と並んで、ヴァシーリー・パシケーヴィチ（1742年 - 1797年）、ミハイル・ソコロフスキー（生没年不詳）、アレクセイ・ティトーフ（1769年 - 1827年）、ステパン・ダヴィドフ（1777年 - 1825年）らロシアの作曲家によるオペラやバレエ作品が上演された。この中でフォミーンは、短く不遇とされる生涯にもかかわらず、18世紀のロシア・オペラ作曲家としてもっとも傑出した存在と見なされている。

## 経歴
サンクトペテルブルク生まれ。父親は砲兵だったが、フォミーンが6歳のときに亡くなり、サンクトペテルブルク芸術アカデミーの幼年学級に入って歌とクラヴィコードを学ぶ。アカデミー本科に進み、ドイツ人作曲家ヘルマン・ラウパッハらに師事する。1782年にアカデミーを修了し、その才能を認められたフォミーンは音楽留学生としてイタリア・ボローニャに派遣された。ロシアからの音楽留学生としては、マクシム・ベレゾフスキー（1745年? - 1777年）、ドミトリー・ボルトニャンスキー（1751年 - 1825年）らに次ぐ4人目である。ボローニャでは3年間の研修を経て「作曲家マエストロ」の称号を与えられ、1785年に帰国する。
翌1786年、ロシア皇帝エカチェリーナ2世の台本に基づくオペラ『ノヴゴロドの勇士ボエスラヴィチ』を作曲・初演したが、その後宮廷劇場の記録にフォミーンの名前が登場するのは11年後、パーヴェル1世即位後の1797年であり、この上演は失敗に終わったと見られる。
その間、1787年にタンボフでフォミーンが作曲したオペラ『替馬所の御者たち』の台本が出版されている。当時タンボフの知事に文学者ガヴリーラ・デルジャーヴィンが就任しており、デルジャーヴィンは『替馬所の御者たち』の台本を担当したニコライ・リヴォフと義兄弟の関係にあったことから便宜が図られたと考えられている。タンボフではフォミーンのもう一作のオペラ『夕べの集い、または娘たちよ占いをしなさい』の台本も出版されたが、音楽は失われた。なお、リヴォフはロシア民謡の収集に力を注ぎ、1790年にチェコ人音楽家プラーチとともに100曲からなる『リヴォフ・プラーチの民謡集』を出版、ドイツではベートーヴェンが自作の弦楽四重奏曲（第7番及び第8番）にこの曲集から旋律を採用するなどロシア国内外に大きな影響を与えた。
1797年にフォミーンはサンクトペテルブルク宮廷劇場のコレペティートル兼作曲家として採用されている。この結果、歌手たちの教育・訓練に忙殺されたらしく、オペラ『アメリカ人』が上演されたのは彼の死の年1800年2月のことである。

## 作品
18世紀の後半に生み出された最初期のロシア・オペラは、歌付き芝居であるジングシュピールの様式にオペラ・ブッファの要素を取り入れたものであった。フォミーンが作曲した『替馬所の御者たち』（1787年）はロシアの農奴制を扱った1幕もののコミック・オペラで、ニコライ・リヴォフの台本により、サンクトペテルブルクで初演された。民謡的素材を用いた音楽やポリフォニックな合唱により、18世紀ロシア・オペラの代表作に数えられている。これと並んでオペラ『オルフェイ（オルペウスとエウリュディケー）』（1792年）は、序曲をはじめとした音楽に劇的な表現力を持つ器楽様式を確立した点で重要視されている。このほか、『金のりんご』、『ヤロポルクとオレグ』、『アメリカ人』（1800年）などのオペラ作品がある。16世紀スペイン征服時代の南米を主題とした『アメリカ人』では、エカチェリーナ2世から台本の書き換えを命じられ、オペラ作品に対する検閲制度につながった。
フォミーンには、教会音楽や彼の作かどうか疑わしい作品もある。
ミハイル・ソコロフスキーが作曲したオペラ『粉屋は魔法使いで詐欺師で仲人』（1779年）は後にフォミーンが改作しており、1884年に出版された際に作曲者としてフォミーンの名前が記されたために、その後長い間フォミーンの作品とされていた。